# Terri Lyne Carrington
Terri Lyne Carrington (Medford, 4 de agosto de 1965) es una baterista cantante, música y compositora estadounidense de jazz.

## Carrera
Carrington ha colaborado a lo largo de su carrera con Dizzy Gillespie, Stan Getz, Clark Terry, Herbie Hancock, Wayne Shorter, Joe Sample, Al Jarreau y Yellowjackets, entre otros. Salió de gira con la banda de Herbie Hancock entre 1997 y 2007.
En 2007 fue nombrada docente en su alma mater, el Berklee College of Music, donde recibió un doctorado honorario en 2003. Ganó tres Premios Grammy, incluyendo un galardón en 2013 en la categoría de mejor álbum instrumental de jazz, lo que la convirtió en la primera mujer en ganar el premio en dicha categoría.

## Discografía

### Como líder
- Real Life Story (1989)
- Jazz Is a Spirit (2002)
- Structure con Adam Rogers, Jimmy Haslip y Greg Osby (2004)
- More to Say (2009)
- The Mosaic Project (2011)
- Money Jungle: Provocative in Blue (2013)
- The Mosaic Project: Love and Soul (2015)
- Waiting Game (2019)

### Colaboraciones
- John Beasley: Change of Heart (1993)
- David Benoit: Letter to Evan (1992)
- Doky Brothers: Doky Brothers, Vol. 1 & 2 (1995, 1997)
- Niels Lan Doky: The Truth - Live at Montmartre (1988), Daybreak (1989)
- George Duke: In a Mellow Tone (2006)
- Robin Eubanks: Different Perspectives (1989)
- Herbie Hancock: Gershwin's World (1998), Future 2 Future - Live (DVD, 2002)
- Grace Kelly: Every Road I Walked (2006), Mood Changes (2009)
- Diana Krall: The Girl in the Other Room (2004)
- Eric Marienthal: Crossroads (1990)
- Mulgrew Miller: Work! (1986)
- James Moody: Moody's Birthday Celebration: Live at the Blue Note (1995), Moody Plays Mancini (1997)
- Nguyen Le: Purple – Celebrating Jimi Hendrix (2002)
- Greg Osby: Greg Osby and Sound Theatre (1987)
- John Patitucci: Sketchbook (1990)
- Danilo Perez: PanaMonk (1996)
- Lewis Porter: Beauty & Mystery (Altrisuoni, 2018)
- Rufus Reid Trio: Seven Minds (1985)
- Dianne Reeves: I Remember (1991), Art & Survival (1993), Quiet After the Storm (1994), That Day (1997), Music for Lovers (2007), Beautiful Life (2014)
- Scott Robinson: Winds of Change (1986)
- Michele Rosewoman: Quintessence (1987)
- Patrice Rushen: Anything but Ordinary (1994)
- Diane Schuur: Friends for Schuur (2000)
- John Scofield: Flat Out (1988)
- Wayne Shorter: Joy Ryder (1988), Alegría (2003)
- Esperanza Spalding: Chamber Music Society (2010), Radio Music Society (2012)
- Nino Tempo: Live at Cicada (1995)
- Gary Thomas: Till We Have Faces (JMT, 1992), Exile's Gate (JMT, 1993)
- Gust William Tsilis: Heritage (1992)
- Cassandra Wilson: Blue Skies (1988),  Glamoured (2003)
- Michael Wolff: 2 AM (1996)
- Rachel Z: Room of One's Own (1996)